# Арахчян, Сергей Вартанович
Сергей Вартанович Арахчян (1916 — 1969) — советский волейболист, специализировавшийся на игре в обороне; судья.

## Биография
Сергей Арахчян родился в 1916 году.
Играл в волейбол за тбилисскую «Науку», в составе которой в 1938 году завоевал серебряную медаль чемпионата СССР, в 1940 году — бронзовую.
Специализировался на игре в обороне. Был одним из сильнейших защитников в советском волейболе в годы выступлений.
Заслуженный мастер спорта СССР (1947).
Впоследствии стал судьёй по волейболу всесоюзной, а с 1954 года — международной категории. Неоднократно включался в список 10 лучших судей года в СССР.
Судил матчи на чемпионатах мира 1952 и 1962 годов, которые проходили в Москве.
Умер в 1969 году.